# Publilia porrecta
Publilia porrecta är en insektsart som beskrevs av Fowler. Publilia porrecta ingår i släktet Publilia och familjen hornstritar. Inga underarter finns listade i Catalogue of Life.